# Martyniškis (okręg kowieński)
Martyniškis (hist. pol. Marciniszki) – wieś na Litwie położona w rejonie janowskim okręgu kowieńskiego, 9 km na północny zachód od Janowa, nad rzeczką Lankesą, dopływem Abeli.

## Historia
Maria Zawiszanka herbu Zadora wniosła Marciniszki w 1648 roku w posagu swemu mężowi Stanisławowi Kossakowskiemu herbu Ślepowron (1620–1682), dworzaninowi Jego Królewskiej Mości, rotmistrzowi kawalerii narodowej, późniejszemu staroście gulbińskiemu i posłowi na sejmy. W rękach rodziny Kossakowskich dobra te pozostawały od tego momentu aż do 1941 roku. Po Stanisławie dziedziczył je jego syn Jan Mikołaj, sędzia grodzki i stolnik kowieński, a po Janie – jego syn (i jego trzeciej żony Anny Skorulskiej) Dominik (1711–1743), stolnik żmudzki, sędzia ziemski kowieński. Ożenił się z Marianną Zabiełło (1705–1770), ich syn Antoni Kossakowski był, wraz z żoną Eleonorą Straszewicz, kolejnym dziedzicem Marciniszek, które z kolei po nich odziedziczył ich najmłodszy syn Szymon Kossakowski (1777–1828), żonaty z Józefą Gorską. Po krótkim władaniu dobrami przez ich najstarszego, bezdzietnego, przedwcześnie zmarłego syna Michała, majątek przeszedł następnie na bratanka Szymona (syna Ludwika), Jarosława, żonatego z Ludwiką Woyniłłowicz. Ich syn Michał (1887–?) zmarł w wieku młodzieńczym, w związku z czym Marciniszki przeszły na jego siostrę Marię (1884–1933), która wyszła za swego kuzyna Zygmunta Kossakowskiego (1875–1941, wnuka wyżej wymienionego Ludwika). Ostatnim właścicielem Marciniszek był ich syn Szymon Kossakowski (1909–1944), żonaty z Zofią Chrapowicką (1907–?).
Po III rozbiorze Polski w 1795 roku Marciniszki, wcześniej wchodzące w skład województwa trockiego Rzeczypospolitej, znalazły się na terenie ujezdu kowieńskiego guberni litewskiej, wileńskiej, a następnie kowieńskiej Imperium Rosyjskiego. Od 1920 roku Marciniszki należą do Litwy, która w okresie 1940–1990, jako Litewska Socjalistyczna Republika Radziecka, wchodziła w skład ZSRR.
W 2001 roku wieś liczyła 41 mieszkańców, a w 2011 roku – 35.

## Nieistniejący dwór
Jan Mikołaj Kossakowski wzniósł tu modrzewiowy dwór pod koniec XVII wieku, który prawdopodobnie miał być jedynie oficyną. Jego wnuk Antoni w drugiej połowie XVIII wieku zgromadził budulec, aby wznieść murowaną siedzibę. Jednak gdy spłonął kościół w pobliskim Janowie, brat Antoniego, biskup Józef Kazimierz Kossakowski zużył budulec na odbudowę kościoła.
Drewniany dworek Kossakowskich był budynkiem jedenastoosiowym, podpiwniczonym, wzniesionym na planie szerokiego prostokąta, przykrytym wysokim, gontowym dachem czterospadowym. Frontowy ganek miał płaski daszek wsparty na czterech filarach połączonych ze sobą balustradką. W późniejszym okresie dobudowano na całej długości lewej bocznej elewacji obszerną werandę, służącą jako letni salon. Przy prawym boku dobudowano pawilon. Wszystkie elementy były połączone korytarzem. Dwór liczył 12 pokoi, w tym cztery na poddaszu. W bocznym pawilonie było dodatkowych 6 pokoi. Na ścianach domu wisiały obrazy, w tym kilka przypisywanych Bacciarelliemu, w tym portret króla Stanisława Augusta. Wisiał tu również ponoć oryginalny szkic głowy św. Jana  do Ostatniej Wieczerzy Leonarda da Vinci. 
W grudniu 1939 roku dwór spłonął od zaprószonego ognia w kuchni.
Przed domem rozciągał się wielki gazon. Wokół był park krajobrazowy zdominowany przez liściaste starodrzewie. 
Majątek Marciniszki został opisany w 3. tomie Dziejów rezydencji na dawnych kresach Rzeczypospolitej Romana Aftanazego.